# Manolita Poli
Manolita Poli (São Paulo, Brasil; 3 de marzo de 1899 - Buenos Aires, Argentina; 15 de junio de 1966)  fue una eximia cantante y actriz brasileña nacionalizada en Argentina, donde hizo gran parte de su carrera.

## Biografía
Su madre fue cantante de zarzuelas, lo mismo su hermana Marta, casada con el actor y cantor José Muñiz. Luego de un tiempo residiendo en el exterior su familia se traslada a Buenos Aires. 
En 1946 integró la lista de La Agrupación de Actores Democráticos, opuesto a Juan Domingo Perón y durante su gobierno, y cuya junta directiva estaba integrada por Pablo Racioppi, Lydia Lamaison, Pascual Nacaratti, Alberto Barcel y Domingo Mania.

## Carrera

### Filmografía
Trabajó tanto en el cine mudo como en el sonoro de la época dorada cinematográfica. Entre ellos se destacan:
- 1924: Los misterios del turf argentino de Julio Irigoyen
- 1928: Sierra chica
- ?: La chacra de Don Bautista
- 1938: Plegaria gaucha
- 1948: Don Bildigerno en Pago Milagro, junto con Fernando Ochoa, dirigida por Antonio Ber Ciani.
- 1950: Los Pérez García, dirigida por Don Napy y Fernando Bolín, con música de Argentino Galván.
- 1952: Mala gente como a madre de Julia[3]

### Radio
Formó parte del elenco estable de Radio El Mundo por más de veinte años. Los radioteatros unitarios de los sábados a la noche los dirigía Armando Discépolo.

### Teatro
Perteneció a esa época en que comenzaban a tomar popularidad, las breves representaciones teatrales que conformaron el denominado “género chico”. Se inició en teatro como "segunda Triple" en un teatro de Montevideo, cantando música española y tangos.
En 1914 formó parte de La Compañía Argentina Vittone-Pomar. Años después, en 1917, ingresa al elenco Muiño-Alippi, cuya compañía hizo en 1928 la exitosa obra, Los dientes del perro, de José González Castillo y Alberto Weisbach, en el Teatro Buenos Aires.
En 1923 formó parte de la compañía denominada "La Catedral del Género Chico Criollo" dirigida por Pascual Carcavallo. Por donde pasaron grandes estrellas como Olinda Bozán, Luis Sandrini, Libertad Lamarque,  Félix Mutarelli, Santiago Arrieta, Domingo Sapelli, Rosa Catá, José Otal y Gregorio Cicarelli, entre muchos otros.
Entre sus variadas obras están:
- Las víboras (1916) de Rodolfo González Pacheco, en el Teatro Nuevo.
- Concurso de belleza (1916) de Alejandra Berutti.
- Las entrañas del lobo (1916) de Carlos Raúl De Paoli.
- El Capitán Metralla (1916) de Florencio Iriarte, Ivo Pelay y Arturo De Bassi.
- Los novios de Genoveva (1916) de Alberto Vacarezza.
- La taba del querer (1916) de Schaefer Gallo y Paya.
- Yanquees y criollos (1916) de Ezequiel Soria.
- Peluquería y cigarrería (1916) de Alberto Novión.
- El debut de la piba (1916) de Roberto Cayol.
- Milonguita (1920)  de Samuel Linnig, en el Teatro Nacional.
- Cuando un pobre se divierte (1921) de Alberto Vacarezza.
- En el fango de París de Romero.
- La luz del cabaret (1923) de Julio Traversa y Luque Lobos, en el Teatro Maipo.
- Chacarita (1924), de Vacarezza.
- Puente Alsina (1925), de Linnig, en el Teatro Nacional.
- La muchacha de Montmartre (1925), de Saldías.
- Cipriano del arrabal (1929), de Vázquez y Riese, en el Teatro Buenos Aires.
- La canción de los barrios (1934)

### Etapa como cancionista
Su voz suave y milonguera le dieron pie a incursionar notablemente en el canto, muchos de esos temas volcados al teatro. Es reconocida por popularizar el tema Mi noche triste, que había sido grabada previamente por Carlos Gardel en 1917. Ya en 1920 era una de las más reconocías vocalistas de tangos junto con  Azucena Maizani, Libertad Lamarque, Rosita Quiroga, Ada Falcón y Olinda Bozán.
Entre su amplia discografía destacan los temas:
- Qué has hecho de mi cariño (1919)
- A la gran muñeca (1920)
- Melenita de oro (1922)
- París, un shimmy de Manuel Jovés y Manuel Romero.
- Mujer (1923)
- No le digas que la quiero (1924)
- Qué lindo es estar metido (1924),  sainete homónimo de Pascual Contursi y Domingo Parra
- Campana de plata (1925)
- Muchachita de Montmartre, tango de Osvaldo Fresedo y José A. Saldías (1925).
- Pinta maleva, tango de Luis Teisseire (1929)

## Vida personal
Fue novia, aproximadamente de 1916-1922, del terrateniente Francisco Serralta, un mallorquín radicado en Buenos Aires.
Estuvo casada desde 1932 con el actor Pedro Prevosti.